# 迭戈·貝拉斯克斯·德奎利亞爾
迪亞哥·貝拉斯克斯·德·庫埃里亞爾（西班牙語：Diego Velázquez de Cuéllar，1465年—1524年6月12日），西班牙征服者，曾征服古巴與出任古巴總督。

## 早期生活
他在1465年生於塞哥維亞的庫埃里亞爾，在他前往塞維亞遇上哥倫布的兄弟巴爾托洛梅奧前曾在拿坡里作戰。他在1493年加入哥倫布第二次遠征新世界的探險隊，並留在西班牙島，協助總督尼古拉斯·德·奧萬多工作。

## 征服古巴
在1511年，他受迪亞哥·哥倫布命令領導進行征服古巴的活動。他在古巴建立了一些西班牙人定居點和城市。他後來被任命為古巴總督。但新來的移民並不希望置於迪亞哥·哥倫布的個人權威之下，於是委拉斯開茲召開地方政府理事會，直接與西班牙聯繫。

## 征服墨西哥
因注意到當地人體弱，在1513年貝拉斯克斯授權進口黑奴進行探險，並授權繼續向西探索土地，包括1517弗朗西斯科·埃爾南德斯·科爾多瓦遠征猶加敦半島，和有名的埃爾南·科爾特斯著名的遠征墨西哥。